# N-Etyloamfetamina
N-Etyloamfetamina, pot. etyloamfetamina – organiczny związek chemiczny, pochodna amfetaminy. Stosowany jako lek z grupy stymulantów. Jest objęty Konwencją o substancjach psychotropowych z 1971 roku (wykaz IV). W Polsce jest w grupie IV-P Ustawy o przeciwdziałaniu narkomanii.